# プロダクションオーロラ
株式会社プロダクションオーロラ（英: PRODUCTION AURORA CO.,LTD）は、東京都港区に本社を置く、日本の芸能事務所・音楽出版社である。

また芸能事務所の業界団体、一般社団法人日本音楽事業者協会の正会員社である。

## 概要
主に歌手、アーティスト、タレントの育成、マネジメント事業、音楽著作権の管理を行っている。

## 所属アーティスト
- 内藤やす子
- 田中柊羽
- 青空
- 原田波人
- 徳永英明（業務提携）

etc…

## 関連会社
- 株式会社オーロラミュージックパブリッシャーズ
- 株式会社ユーアンドアイコネクションズ